# Matthieu Chedid
Matthieu Chedid (również Mathieu Chédid; znany także jako -M-, ur. 21 grudnia 1971 w Boulogne-Billancourt, Hauts-de-Seine), francuski muzyk.
Jest synem Louisa Chedida i wnukiem urodzonej w Egipcie pisarki i poetki libańskiego pochodzenia Andrée Chedid, która pisała dla Matthieu teksty do piosenek.
Mattieu kilkakrotnie otrzymał Victoires de la Musique.

## Dyskografia

### Albumy studyjne
- Le Baptême (1997)
- Je dis aime (1999)
- Labo M (instrumental, 2003)
- Qui de nous deux (2003)
- Ne le dis à personne (soundtrack, 2006)
- Mister Mystère (2009)
- Îl (2012)
- Lettre infinie (2019)

### Albumy koncertowe
- Le tour de -M- (live, 2001)
- -M- au Spectrum (live, 2005)
- En tête à tête (live, 2005)
- Les saisons de passage (live, 2010)
- Îl(s) (live, 2013)
- Le Grand Petit Concert (live, 2019)

### Single
- Le baptême / La grosse bombe (inédit) (1997)
- Au suivant (1998)
- Je dis aime (1999)
- Le complexe du corn flakes (2000)
- Mister Mystère (2009)